# Sevinj Qutlugh Agha
- Per la neboda de Tamerlà, vegeu Sevinj Kutluq Agha

Sevinj Qutlugh Agha o Sevinj Kutlugh Agha fou una princesa del kanat de Txagatai filla del kan Duwa (1282 - 1306 o 1307) i germana o germanastre de diversos kans, el darrer regnant dels quals el kan Tarmaixirin (1332-1334).
Es va casar amb Bayazid Jalayir i fou la mare de Ali Dervix Jalayir, A la mort de Bayazid es va casar amb Amir Husayn i fou la cap del seu hàrem. A la mort de Husayn les seves esposes foren repartides i Sevinj Qutlugh va ser entregada a Bahram Jalayir, que era un aliat incert de Tamertlà (que segurament vivia al Mogolistan, a Taixkent).